# Manoir du Flot
Le manoir du Flot est une demeure du XVIe siècle qui se dresse sur le territoire de la commune française de Bully, dans le département de la Seine-Maritime, en région Normandie. L'édifice est inscrit au titre des monuments historiques.

## Localisation
Le manoir est situé près de la route de Quièvrecourt, isolé dans les herbages, à Bully, dans le département française de la Seine-Maritime.

## Historique
Le manoir est construit entre 1560 et 1588, probablement pour Pharamond du Flot, armateur fortuné.

## Description
L'édifice en brique est situé dans une cour.
Le manoir possède des cheminées monumentales de la seconde Renaissance.
Sur l'une des fenêtres est gravée la date de 15[88] avec l'inscription « Le logis de céans fust élevé par Toussaint Sombret, Loys Legoix… et Catherine Bello, dame de Ménerval. Priez Dieu pour eux ».

## Protection
Le manoir, à savoir le logis, l'ensemble du bâti et des sols sont inscrits au titre des monuments historiques par arrêté du 6 septembre 1996.

## Pour approfondir